# Port lotniczy Gaalkacyo
Port lotniczy Gaalkacyo (kod IATA: GLK, kod ICAO: HCMR) – somalijskie lotnisko obsługujące Gaalkacyo.

## Linie lotnicze i połączenia
| Linia Lotnicza | Kierunek              |
| -------------- | --------------------- |
| Jubba Airways  | 1. Garoe 2. Mogadiszu |